# Phân lớp (địa chất)
Trong địa chất học, phân lớp (hay phân tầng, phân sàng) đề cập đến hiện tượng phân chia tầng đất đá thành các lớp (tiếng Anh: bed) đá trầm tích khác nhau. Các lớp này được tạo thành từ các phần đá trầm tích lắng đọng trên bề mặt Trái Đất trong thời gian dài.

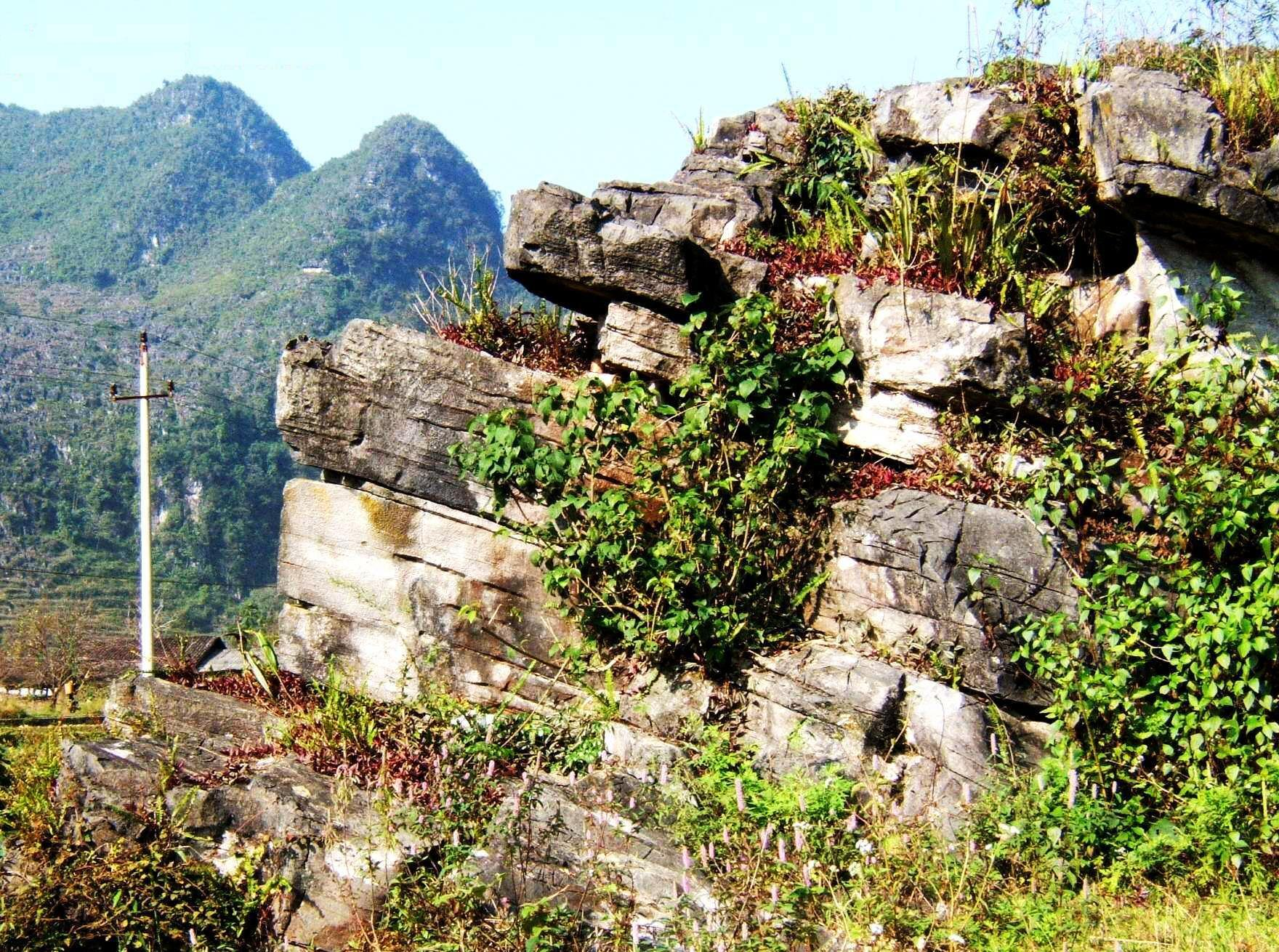
Cát kết phân lớp dày ở huyện Đồng Văn, Hà Giang.
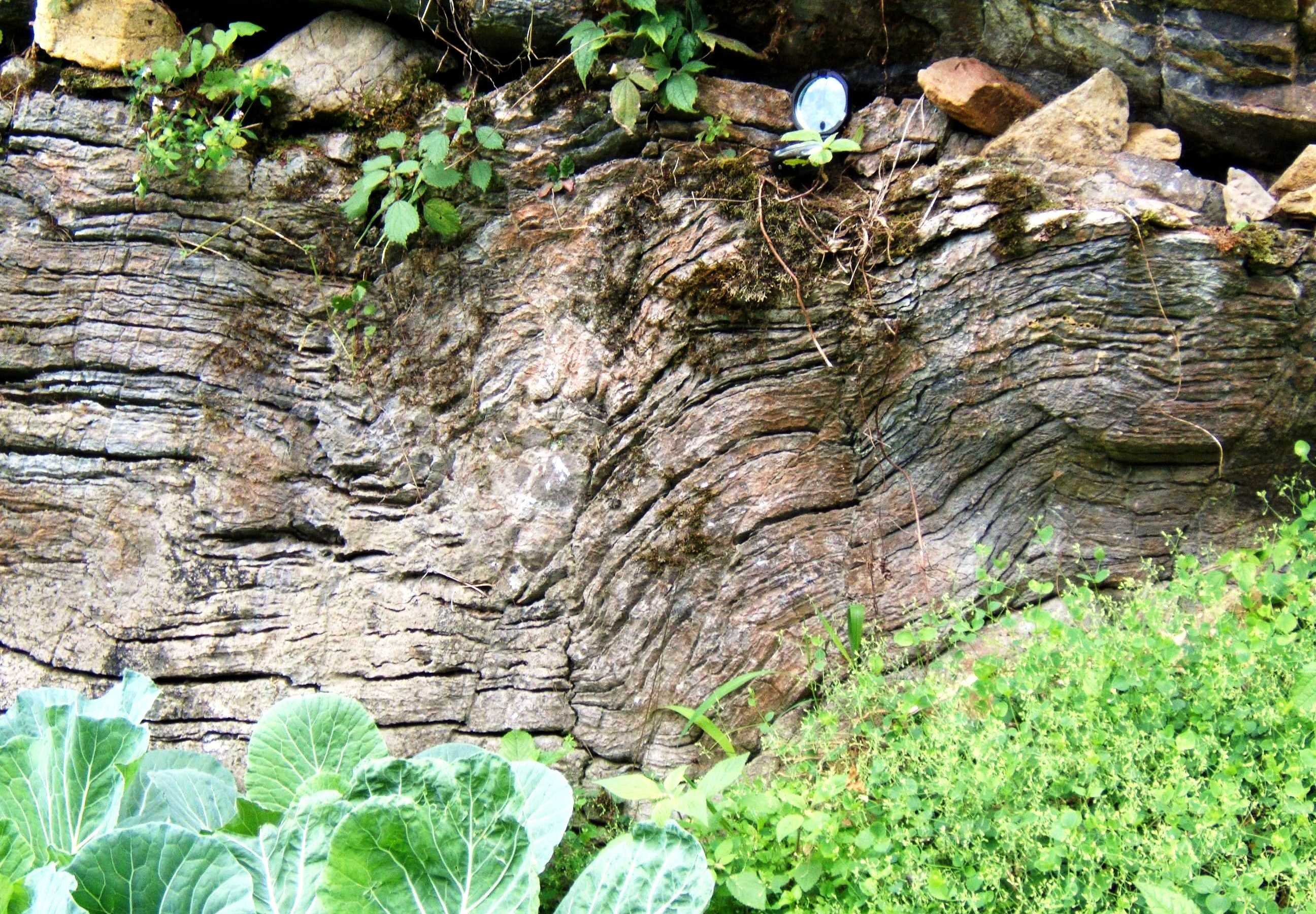
Đá phiến vôi phân lớp mỏng và uốn nếp ở huyện Đồng Văn, Hà Giang.
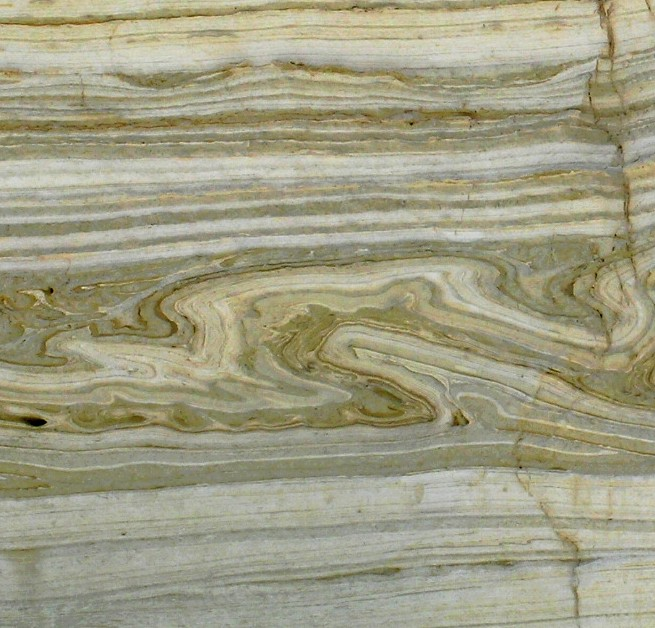
Các lớp trong hệ tầng lissan ở Israel